# Maniyari
Maniyari – gaun wikas samiti w środkowej części Nepalu w strefie Narajani w dystrykcie Parsa. Według nepalskiego spisu powszechnego z 2001 roku liczył on 766 gospodarstw domowych i 5002 mieszkańców (2360 kobiet i 2642 mężczyzn).